# Бои на реке Сегре
Бои на реке Сегре (исп. Batalla del Segre) — серия боев на реках Сегре и Ногера-Пальяреса в период с апреля по декабрь 1938 года во время гражданской войны в Испании.

## Планы и силы сторон
После наступления франкистской армии во время Арагонской операции войска Республики в Каталонии продолжали сопротивление, опираясь на реки Эбро и Сегре. Линия Сегре была самой длинной и самой важной в республиканской обороне Каталонии.
К началу апреля 1938 года продвижение мятежников было практически остановлено, и с тех пор все их попытки переправиться через Сегре были заблокированы, за исключением Сероса, где им удалось образовать плацдарм за рекой. Далее на север франкисты продолжили свое продвижение и заняли города Балагер (где они образовали еще один плацдарм), Камараса и Тремп, где находились крупные гидроэлектростанции, которые обеспечивали электричеством Барселону и всю ее промышленную сеть, жизненно важную для войны. С другой стороны, 14 апреля 43-я республиканская дивизия была окружена в Арагонских Пиренеях в небольшом котле, расположенном вокруг Бьельсы.
К этому времени республиканцы начали оказывать ожесточенное сопротивление, более организованное, чем в Арагоне. К тому же Франко, вместо продолжения наступления на Барселону, приказал двинуться на юг, в сторону Валенсии. Таким образом, республиканские войска получили необходимую передышку для реорганизации. Однако бои в течение года продолжались вдоль реки Сегре, которая служила границей между двумя враждебными зонами. Линия фронта протянулась на 300 километров, начиная от слияния рек Сегре и Эбро в Мекиненсе, и продолжалась от вышеупомянутой реки и Ногера-Пальяреса до Пиренеев.
Со стороны республиканцев линию фронта обороняла Восточная армия из трех корпусов (10-й, 11-й, 18-й) и группы Эбро (недавно созданной), отвечающей за защиту Эбро. Все эти войска были сильно ослаблены после боев в Арагоне в марте. Прибытие военных поставок из СССР усилило эту армию, насчитывавшую 180 000 человек, артиллерией, танками и авиацией.
На стороне франкистов в районе Балагера находились Арагонский и Марокканский корпуса, а в районе Тремпа - горный корпус и Наваррский корпус.

## Балагерский плацдарм
Республиканское командование понимало опасность плацдармов, поэтому сразу же попыталось их ликвидировать. С 12 по 15 апреля 27-я, 60-я и 72-я дивизии 18-го армейского корпуса Испанской республики контратаковали плацдарм у Балагера, обороняемый 53-й дивизией националистов. Однако республиканские солдаты, в основном очень молодые люди (некоторым было всего 17 лет), поспешно мобилизованные и плохо обученные, несмотря на их энтузиазм, не добились успеха.
В мае, с целью ослабить давление войск Франко на Валенсию, верховное командование республиканцев подготовило новую контратаку на плацдарм у Балагера, сосредоточив здесь пять пехотных дивизий и танковые подразделения. Бои начались 22 мая года по всей линии фронта плацдарма. Атаки республиканцев при широком использовании танков БТ-5 были очень интенсивными. Ожесточенные бои шли в Вальфогона-де-Балагер, Эрмита-де-Эль-Педрис, Мориньол, Сентиу-де-Шио и Меренге. Несмотря на большие потери и изначальный неуспех, республиканцы продолжали атаки до 29 мая, захватив всего лишь три участка, не имевших никакого стратегического значения. Проливной дождь, превративший долину Сегре в болото, сделал невозможным продвижение техники и людей и заставил прекратить атаки.
Спустя почти три месяца, вместе с более широким республиканским наступлением в битве на Эбро, снова последовала серия боев за возвращение плацдарма у Балагера. Атаки были совершены между 9 и 11 августа, но республиканские войска снова потерпели поражение, столкнувшись с превосходящей огневой мощью националистов.

## Котел у Бьельсы
Первая попытки Франко ликвидировать 43-ю республиканскую дивизию, которая все еще сопротивлялась в Бьельсе, провалились весной 1938 года. Этот участок находился очень далеко от фронта на Сегре, но он был тесно связан с боевыми действиями, происходившими на каталонском фронте. Присутствие окруженной 43-й дивизии ослабляло войска мятежников, расположенные в районах Тремп и Балагер, а также на левом берегу Сегре и Ногера-Пальяреса. В начале июня давление франкистов усилилось, и 15 июня, после того, как оборонять свои позиции стало невозможно, республиканцы пересекли французскую границу, взорвав все объекты и разрушив инфраструктуру, которые могли служить противнику.

## Бои за электричество
Контроль над гидроэлектростанциями Камараса и Тремп имел решающее значение в боях на Сегре. Эти станции, расположенные вдоль реки Сегре, были захвачены националистами в начале апреля, и источник энергии для тяжелой промышленности Барселоны оказался в их руках. По предложению генерала Висенте Рохо в конце мая было начато наступление, чтобы попытаться вернуть электростанции в районе Ногера-Пальяреса и отвлечь франкистские силы, которые находились на востоке. Хотя попытка закончилась неудачей, она стала опытом для реорганизованной Восточной армии. 9 августа 56-я дивизия при поддержке 17 танков форсировала Сегре в секторе Виланова-де-ла-Барка и сумела установить плацдарм. Франкисты быстро отреагировали и через 2 дня вернули свои позиции.
С другой стороны, возможность контролировать течение реки Сегре стала решающей во время битвы на Эбро. Националисты неоднократно открывали шлюзы, чтобы поднять поток воды и, таким образом, разрушить республиканские пешеходные мостики и понтоны.

## Результаты
Бои на реке Сегре стали одними из самых продолжительных сражений за всю войну. Потери с каждой стороны оценивались в несколько тысяч человек. Упорное сопротивление республиканских войск на линии фронта на Сегре позволило еще на год отсрочить захват Каталонии войсками националистов.